# Čojlug
Čojlug falu Horvátországban Verőce-Drávamente megyében. Közigazgatásilag Szentmiklóshoz tartozik.

## Fekvése
Verőcétől légvonalban 39, közúton 43 km-re délkeletre, községközpontjától 1 km-re nyugatra, Nyugat-Szlavóniában, a Drávamenti-síkságon, az Atyináról Szentmiklósra menő út mentén, Četekovac és Szentmiklós között fekszik.

## Története
A 19. század végén keletkezett Szentmiklós azonos nevű, nyugati határrészén az Atyináról Szentmiklósra menő út mentén. Lakosságát 1931-ben számlálták meg önállóan először, akkor 65 lakosa volt. 1991-ben lakosságának 50%-a horvát, 44%-a szerb nemzetiségű volt. 1991. szeptember 3-án a szerb lázadók és a JNA katonái Balinci, Četekovac és Čojlug falvakban összesen 21 horvát polgári személyt gyilkoltak meg. A háború idején a lakosság nagy része elmenekült. 2011-ben 15 lakosa volt.

## Lakossága
| Lakosság változása | Lakosság változása | Lakosság változása | Lakosság változása | Lakosság változása | Lakosság változása | Lakosság változása | Lakosság változása | Lakosság változása | Lakosság változása | Lakosság változása | Lakosság változása | Lakosság változása | Lakosság változása | Lakosság változása | Lakosság változása |
| ------------------ | ------------------ | ------------------ | ------------------ | ------------------ | ------------------ | ------------------ | ------------------ | ------------------ | ------------------ | ------------------ | ------------------ | ------------------ | ------------------ | ------------------ | ------------------ |
| 1857               | 1869               | 1880               | 1890               | 1900               | 1910               | 1921               | 1931               | 1948               | 1953               | 1961               | 1971               | 1981               | 1991               | 2001               | 2011               |
| 0                  | 0                  | 0                  | 0                  | 0                  | 0                  | 0                  | 65                 | 138                | 160                | 172                | 122                | 93                 | 86                 | 22                 | 15                 |

(1931-től településrészként, 1981-től önálló településként. 1857 és 1921 között lakosságát Szentmiklóshoz számították.)